# オイゲン・フィンク
オイゲン・フィンク（独: Eugen Fink、1905年12月11日 - 1975年7月25日）は、ドイツの哲学者である。

## 経歴
1905年にドイツの官吏の息子として生まれた。彼はカトリックの司祭である叔父から初等教育を受けた。その後コンスタンツのギムナジウムに進学し、特異な記憶力によってギムナジウムでも高い成績を修めた。1925年に卒業試験を突破。フィンクは初めのうちはミュンスター及びベルリンで哲学、歴史、ドイツ語、経済学について研究したが、のちにはフライブルクに移ってエトムント・フッサールのもとに学んだ。

## 思想
フッサールの共同研究者であった彼は、代表的な現象学的イデア論者であり、のちにはハイデガー研究者であった。彼は、宇宙的運動の表れとしての存在の問題に対して、自身その動きの参与者である人間として取りかかった。フィンクはこの哲学的問題を基本的問題（独: Grundfragen）と呼んだが、この問題によって存在論的実践を通じて真の哲学が現れるとされている。

## 著作
- Vom Wesen des Enthusiasmus, Freiburg 1947
- Nachdenkliches zur ontologischen Frühgeschichte von Raum - Zeit -Bewegung, Den Haag 1957
- Alles und Nichts, Den Haag 1959
- Spiel als Weltsymbol, Stuttgart 1960
- Nietzsches Philosophie, Stuttgart 1960
- Metaphysik und Tod, Stuttgart 1969
- Heraklit. Seminar mit Martin Heidegger, Frankfurt/Main 1970
- Erziehungswissenschaft und Lebenslehre, Freiburg 1970
- Sein und Mensch. Vom Wesen der ontologischen Erfahrung, Freiburg 1977
- Grundfragen der systematischen Pädagogik, Freiburg 1978
- Grundphänomene des menschlichen Daseins, Freiburg 1979
- Grundfragen der antiken Philosophie, Würzburg 1985
- Welt und Endlichkeit, Würzburg 1990
- Hegel, Frankfurt 2006 (2)

### 主な日本語訳された著作
- 『フッサールと現代思想 現象学叢書 1』 立松弘孝ほか訳、せりか書房、1972年
- 『ニーチェ全集 別巻 ニーチェの哲学』 吉沢伝三郎訳、理想社、1975年
- 『遊戯の存在論 幸福のオアシス』 石原達二訳、せりか書房、1976年
- 『フッサールの現象学』 新田義弘訳、以文社、1982年
- 『遊び―世界の象徴として』 千田義光訳、せりか書房、1983年
- 『ヘーゲル―『精神現象学』の現象学的解釈』 加藤精司訳、国文社、1987年
- 『人間存在の根本現象』 千田義光訳、晢書房、1991年
- 『超越論的方法論の理念―第六デカルト的省察』 岩波書店、1995年
- 『存在と人間―存在論的経験の本質について』 座小田豊訳　法政大学出版局、2007年